# Allan Melvin
Allan Melvin (Kansas City, 18 februari 1922 - Brentwood, Los Angeles, 17 januari 2008) was een Amerikaans acteur.
Melvin vergaarde in Nederland enige bekendheid als Barney Hefner, de vriend van Archie Bunker in All in the Family en in de vervolgserie Archie Bunker's Place. Verder sprak hij de stemmen in van vele tekenfilmfiguren.
In de tweede helft van de jaren 90 hield hij zich bezig met het inspreken van commercials. Zijn viertal optredens als Sam Franklin in The Brady Bunch gaf hem ook bekendheid, met name in de VS.
Melvin ging eind jaren 90 met pensioen en overleed in 2008 op 85-jarige leeftijd aan kanker.
Vanaf 1944 tot aan zijn dood was Melvin getrouwd met Amalia Melvin. Ze kregen twee dochters, Mya en Jennifer. Mya overleed in 1970. Zijn dochter Jennifer schonk hem een kleinzoon.

## Filmografie
- Scooby-Doo in Arabian Nights (televisiefilm, 1994) - Sinbad/Magilla Gorilla (Stem)
- Yo, Yogi! Televisieserie - Magilla 'Ice' Gorilla (9 afl., 1991, stem)
- Adventures of the Gummi Bears Televisieserie - Troggs (28 afl., 1988-1991, stem)
- TaleSpin televisieserie - Warden Slammer (Afl. onbekend, 1990-1994)
- Wake, Rattle & Roll televisieserie - Magilla Gorilla en Punkin Puss (1990, stem)
- Smurfs televisieserie - Verschillende stemmen (Voice-over, 1981-1990)
- The Good, the Bad, and Huckleberry Hound (1988) - Rol onbekend (Stem)
- Popeye and Son televisieserie - Bluto/Wimpy (Voice-over, 1987-1988)
- DuckTales televisieserie - Rol onbekend (Afl., Bermuda Triangle Tangle, 1987, stem)
- Yogi's Great Escape (Televisiefilm, 1987) - Bandit Bear (Stem)
- The Gummi Bears televisieserie - Clutch (Afl., A Tree Grows in Dunwyn, 1987)
- Foofur Televisieserie - Chucky (Afl., Nothing to Sneeze At, 1986, stem|A Royal Pain, 1986, stem|This Little Piggy's on TV, 1986, stem|Russian Through New York, 1986, stem)
- Challenge of the GoBots televisieserie - Verschillende stemmen (Stem, 1984)
- Archie Bunker's Place televisieserie - Barney Hefner (61 afl., 1979-1983)
- Yogi Bear's All-Star Comedy Christmas Caper (Televisiefilm, 1982) - Magilla Gorilla/Murray (Stem)
- Spiderman and His Amazing Friends televisieserie - Electro (Afl., Videoman, 1981, stem)
- The Kwicky Koala Show televisieserie - Rol onbekend (Voice-over, 1981-1982)
- The New Animated Adventures of Flash Gordon televisieserie - King Vultan e.a. (Voice-over, 1979-1980)
- ABC Weekend Specials Televisieserie - Rol onbekend (Afl., The Horse That Played Center Field, 1979, stem|The Puppy's Great Adventure, 1979, stem)
- All in the Family televisieserie - Barney Hefner (25 afl., 1971-1979)
- The Popeye Valentine Special (televisiefilm, 1979) - Rol onbekend (Voice-over)
- Dynomutt Dog Wonder televisieserie - Superthug (Voice-over, 1978)
- C B Bears televisieserie - Rol onbekend (Voice-over, 1977)
- Fred Flintstone and Friends televisieserie - Rol onbekend (1977)
- The Scooby-Doo/Dynomutt Hour televisieserie - Superthug (Afl. onbekend, 1976-1977)
- The Tiny Tree (televisiefilm, 1975) - Hawk (Voice-over)
- The Secret Lives of Waldo Kitty televisieserie - Tyrone (Voice-over, 1975-1976)
- Uncle Croc's Block televisieserie - Wacky/Packy (Voice-over, 1975-1976)
- Kung Fu televisieserie - Demon (Afl., One Step to Darkness, voice-over, 1975)
- Hong Kong Phooey televisieserie - Rol onbekend (Voice-over, 1974-1975)
- Yogi's Gang televisieserie - Magilla Gorilla (Voice-over, 1973-1975)
- These Are the Days televisieserie - Rol onbekend (Voice-over, 1974)
- Mesa Trouble (1974) - Rol onbekend (Voice-over)
- Wait Till Your Father Gets Home Televisieserie - Mr. Adler (Afl., Papa, the Coach, 1973)
- The Brady Bunch televisieserie - Sam Franklin (Afl., The Big Sprain, 1970|Alice's September Song, 1971|Big Little Man, 1972|Snow White and the Seven Bradys, 1973)
- Wait Till Your Father Gets Home Televisieserie - Charlie (Afl., The Neighbors, 1973)
- The ABC Saturday Superstar Movie televisieserie - Drooper (Voice-over, afl. The Banana Splits in Hocus Pocus Park, 1972)
- The ABC Saturday Superstar Movie televisieserie - Magilla Gorilla/Second Truck Driver (Voice-over, afl. Yogi's Ark Lark, 1972)
- Man in the Middle (televisiefilm, 1972) - Rol onbekend
- Love, American Style televisieserie - Rol onbekend (Afl., Love and the Modern Wife, 1969|Love and the Happy Couple, 1970|Love and the Bowling Ball, 1971)
- Cattanooga Cats televisieserie - Bumbler/Bristle Hound (Voice-over, 1969-1971)
- All in the Family televisieserie - Sgt. Pulaski (Afl., Archie in the Lock-Up, 1971)
- Mayberry R.F.D. televisieserie - Earl (Afl., Hair, 1970)
- Pufnstuf (1970) - H.R. Pufnstuf/Polkadotted Horse/Stupid Bat/West Wind (Voice-over)
- The Banana Splits Adventure Hour televisieserie - Drooper (Voice-over, 1968-1970)
- Green Acres televisieserie - Mister Wheeler (Afl., The Cow Killer, 1970)
- The Mod Squad televisieserie - Ned Latten (Afl., To Linc - With Love, 1969)
- Gomer Pyle, U.S.M.C. televisieserie - Sgt. Charley Hacker (Afl. onbekend, 1965-1969)
- The Adventures of Gulliver televisieserie - Bunko/Brunik the Wild Hermit (Afl., The Forbidden Pool, 1968, stem)
- With Six You Get Eggroll (1968) - Sergeant van dienst
- The Secret Squirrel Show televisieserie - Verscheidene stemmen (Voice-over, 1965-1968)
- The Andy Griffith Show televisieserie - Clyde Plaunt (Afl., Howard's Main Event, 1967)
- Vacation Playhouse televisieserie - Willie (Afl., Alfred of the Amazon, 1967)
- We'll Take Manhattan (televisiefilm, 1967) - Eagle Eye
- The Magilla Gorilla Show televisieserie - Magilla Gorilla/Punkin Puss (Voice-over, 1964-1967)
- Lost in Space televisieserie - Enforcer Claudio (Afl., West of Mars, 1966)
- Lost in Space televisieserie - Little Joe/Gambling Machine (Voice-over, afl. Curse of Cousin Smith, 1966)
- Run Buddy Run televisieserie - Marty Mason (Afl., I Want a Piece of That Boy, 1966)
- The Dick Van Dyke Show televisieserie - Gun Salesman (Afl., The Gunslinger, 1966)
- Alice in Wonderland or What's a Nice Kid Like You Doing in a Place Like This? (televisiefilm, 1966) - Alice's Father/Humphrey Dumpty
- Perry Mason televisieserie - Bert Kannon (Afl., The Case of the Sausalito Sunrise, 1966)
- The Flintstones televisieserie - Verschillende stemmen (13 afl., 1963-1966)
- My Favorite Martian televisieserie - Clarence O'Hara (Afl., Heir Today, Gone Tomorrow, 1966)
- The Dick Van Dyke Show televisieserie - Sol Pomerantz (3 afl., 2 keer 1965, 1966)
- Hank televisieserie - Harry Wallace (Afl., My Boyfriend, the Doctor, 1965)
- Slattery's People televisieserie - Charles X. Braddock (Afl., He Who Has Ears, Let Him Bug Somebody Else, 1965)
- Barnaby (televisiefilm, 1965) - Rol onbekend
- Perry Mason televisieserie - Thomas Link (Afl., The Case of the Careless Kitten, 1965)
- Ben Casey televisieserie - Rol onbekend (Afl., Kill the Dream, but Spare the Dreamer, 1964)
- My Favorite Martian televisieserie - Pete Dudley (Afl., The Sinkakble Mrs. Brown, 1964)
- The Bill Dana Show Televisieserie - Rol onbekend (Afl., Jose's Hot Dog Caper, 1964|Jose, the Flower Thief, 1964)
- The Andy Griffith Show televisieserie - Fred Plummer (Afl., Barney's Uniform, 1964)
- Make Room for Daddy televisieserie - Officer Johnson (Afl., The Leprechaun, 1964|The Persistent Cop, 1964)
- The Dick Van Dyke Show televisieserie - Guard Jenkins (Afl., The Alan Brady Show Goes to Jail, 1964)
- The Andy Griffith Show televisieserie - Escaped Prisoner (Afl., Andy's Vacation, 1964)
- Grindl televisieserie - Dr. Millbank (Afl., Grindl, Impractical Nurse, 1963)
- Perry Mason televisieserie - Carl Jasper (Afl., The Case of the Bigamous Spouse, 1963)
- The Dick Van Dyke Show televisieserie - Sam Pomeray (2 afl., 1963)
- Beetle Bailey televisieserie - Sgt. Snorkle (Afl., Sgt. Snorkle's Longest Day, 1963, stem|Camp Invisible, 1963, stem, niet op aftiteling|60-Count 'em-60!, 1963, stem, niet op aftiteling)
- The Andy Griffith Show televisieserie - Recruiting Sergeant (Afl., Ernest T. Bass Joins the Army, 1963)
- McHale's Navy televisieserie - Brad Devery (Afl., A Wreath for McHale, 1963)
- Dr. Kildare televisieserie - Linko (Afl., Jail Ward, 1963)
- The Andy Griffith Show televisieserie - Jake, Myrt's Accomplice (Afl., Barney's First Car, 1963)
- Empire televisieserie - Dr. Benjamin Walls (Afl., The Loner, 1963)
- Et Tu Otto (1962) - Sgt. Snorkle (Niet op aftiteling)
- Psychological Testing (1962) - Sgt. Snorkle (Niet op aftiteling)
- The Andy Griffith Show televisieserie - Neal (Afl., Lawman Barney, 1962)
- Home Sweet Swampy (1962) - Sgt. Snorkle
- The Andy Griffith Show televisieserie - Detective Bardoli (Afl., Andy and Barney in the Big City, 1962)
- The Andy Griffith Show televisieserie - Clarence 'Doc' Mallory (Afl., Jailbreak, 1962)
- The Dick Van Dyke Show televisieserie - Harrison B. Harding (Afl., Harrison B. of Camp Crowder, Mo., 1961)
- Route 66 Televisieserie - Orlov (Afl., Incident on a Bridge, 1961, niet op aftiteling)
- The Phil Silvers Show televisieserie - Korporaal Steve Henshaw (25 afl., 1955-1959)
- Keep in Step (televisiefilm, 1959) - Korporaal Steve Henshaw

- International Standard Name Identifier: 0000 0000 3756 6789
- Library of Congress Control Number: n2001063024
- Virtual International Authority File: 16572686
- WorldCat: E39PBJcwF6t9GvvyDXxbyHb8G3